# Santo António (Cantagalo)
Santo António é uma aldeia de São Tomé e Príncipe, localiza-se no Distrito de Cantagalo, ilha de São Tomé, próxima às localidades de Budo Budo, de Mestre António e de Francisco Montero.